# Dieter Hegen
Dieter Hegen är en tysk före detta ishockeyspelare, född 29 april 1962 i Kaufbeuren, Västtyskland, som spelade i Eishockey-Bundesliga och senare Deutsche Eishockey Liga.

## Klubbkarriär
Hegen började spela för sin hemstad i ESV Kaufbeuren 1979. Han draftades som 46:a totalt av Montreal Canadiens i NHL Entry Draft 1981 men skrev aldrig något kontrakt med klubben och spelade vidare med Kaufbeuren fram till 1985 då han bytte till Kölner EC med vilka han vann Bundesliga 1987 och 1988. 1989 värvades han av Düsseldorfer EG och vann tre raka ligatitlar med klubben. 1992 skrev han på för EC Hedos München och vann sin sjätte och sista titel i Bundesliga 1994 med klubben. 1994 var även sista året med Bundesliga som då ersattes av Deutsche Eishockey Liga. Laget bytte också namn till Mad Dogs München som efter säsongen drog sig ur ligan. Hegen bytte då tillbaka till Düsseldorf och vann DEL med laget 1996. 1998 flyttade han till Star Bulls Rosenheim och när klubben flyttades ner från DEL år 2000 bytte Hegen till sin första klubb ESV Kaufbeuren, där han stannade till sin pension 2002.

## Internationell karriär
Hegen var med i det tyska laget i Canada Cup 1984 och deltog i fem olympiska vinterspel 1984-1998. Hans deltagande i spelen 1998 i Nagano gjorde honom tillsammans med Raimo Helminen till den tredje/fjärde ishockeyspelaren att delta i fem olympiska spel.